# 恋人はミュージシャン
恋人はミュージシャンとは、株式会社ボルテージによる携帯型恋愛シミュレーションゲーム。

## 概要
- 主人公の視点で一日一話ずつ進んでいくドラマ方式。
- ゲーム中の選択肢によってエンディングが変わっていく。
- 主人公の名前は設定されておらず、プレイヤーが入力する。
- 佐藤堅司ルートはトロイメライのメンバー４人のルートをクリアしたのか条件。

物語は人気バンド「トロイメライ」のボーカル・花蓮の脱退報道から始まる。主人公は友人のバンドで歌っているところを、後にトロイメライのマネジャーと判る、佐藤堅司に「トロイメライの新ボーカルになってほしい」とスカウトされる。

## トロイメライ
バンド名のトロイメライ（Traumerei）はドイツ語で「夢を見ること」「夢想」の意味。トロイメライは日本の音楽チャート10位以内には毎回入るものの、何故か1位だけは取れなかった。

### メンバー
- ギター担当 - 花咲　雅楽（GAKU）、年齢 23歳、血液型 O型
- ピアノ担当 - 葉山　瑠禾（RUKA）、年齢 23歳、血液型 B型
- ドラム担当 - リーダー　緑川　龍（RYU）、年齢 25歳、血液型 O型
- ベース担当 - 南波　櫂（KAI）、年齢 23歳、血液型 A型
- マネジャー - 佐藤　堅司、年齢 28歳、血液型 AB型